# Haldorsentoppen
Der Haldorsentoppen ist ein Berg in der Heimefrontfjella des ostantarktischen Königin-Maud-Lands. Am nordwestlichen Ausläufer der Sivorgfjella ragt er westlich des Torsviktoppen auf.
Wissenschaftler des Norwegischen Polarinstituts benannten ihn 1987 nach Inger Alida Haldorsen (1899–1989), einer führenden Fluchthelferin zur Zeit der deutschen Besatzung Norwegens während des Zweiten Weltkriegs in Bergen.